# داغوبا
داغوبا هو كوكب خيالي ظهر في أفلام حرب النجوم:حرب النجوم الجزء الخامس: الإمبراطورية تعيد الضربات وحرب النجوم الجزء السادس: عودة الجيداي صوَّر على أنه عالم من المستنقعات والغابات المتدفقة، التي تشبه الأرض خلال العصر الكربوني.